# Ejnar Tulinius
Ejnar Tulinius eller fulde navn Ejnar Teodor Tulinius (3. oktober 1874 på Frederiksberg – 1. september 1943) var en dansk læge og fotograf.
Tulinius var bl.a. læge for Vallekilde Højskole under den Spanske Syge i 1918  men er mest kendt for sin deltagelse som læge i ledelsen af Den danske Treårsekspedition til Østgrønland 1931-34, hvor han selv deltog i fra 1931 til 1933. 
Ejnar Tulinius var en flittig fotograf og dokumenterede sin deltagelse i Treaårsekspeditionen med en fotodagbog. Dagbogen er tilgængelig på Arktisk Institut og en stor del af hans mange billeder kan ses på instituttets fotoarkiv, hvor meget er gjort tilgængelig på hjemmesiden arktiskebilleder.dk 